# Цимлянский районный краеведческий музей
Цимлянский районный краеведческий музей — музей в Цимлянске.

## История музея
Музей основан 16 февраля 1998 года. В начальный период своего создания, музей собирал материалы по боевой и трудовой славе Цимлянского района. В настоящее время, при комплектовании фондов, особое внимание уделяется археологическим памятникам, и экспонатам, иллюстрирующих историю станицы Цимлянской, отражающих быт и нравы местного населения.
Все музейные экспонаты объединены в шесть коллекций: «Археология», «Вещественные источники» (изделия из металла, дерева, стекла, керамики, ткани, камня, пластмассы, зоологические и ботанические материалы, антропологические коллекции), «Изобразительные источники» (живопись, графика, иконы, скульптура), «Нумизматика» (монеты, ордена, медали, жетоны, знаки, плакеты, клады, марки, бумажные деньги), «Оружие» (холодное и огнестрельное), «Письменные источники» (рукописные и печатные документы, редкие книги, фотографии, открытки).
По состоянию на начало 2017 года музейный фонд состоит их 5437 музейных предметов, отражающих историю станицы Цимлянской, города Цимлянска, создания Цимлянской ГЭС, эволюцию Великой Степи. Ежегодно музей принимает более 9 тысяч посетителей. Музей участвует в ежегодной акции «Ночь музеев», также в нём регулярно проводятся различные выставки.

## Адрес
Музей располагается по адресу: Ростовская область, г. Цимлянск, ул. Чехова, д. 15.